# Goophone
Goophone (chinesisch 穀峯, Pinyin gǔ fēng, englisch valley peak) ist ein Hersteller von Smartphones und Tabletcomputer mit Hauptsitz in Shenzhen in der Volksrepublik China. Goophone ist seit Anfang der 2010er-Jahre vor allem durch seine in der EU und Nordamerika nicht lizenzierten Nachbauten von aktuellen und hochpreisigen Smartphones bekannt. Beispiele sind Nachbauten von dem Smartphonehersteller Apple, wie z. B. dem iPhone 6, kopiert als Goophone i6, und dem iPhone 7 als Goophone i7. Weitere Nachbauten sind das Samsung Galaxy S und das Samsung Galaxy S5, kopiert als Goophone S5, von dem koreanischen Smartphonehersteller Samsung.

## Geräte
Die Mobilgeräte von Goophone sind darauf ausgelegt, so ähnlich wie die Originalgeräte zu wirken. Unter anderem umfasst das die Gestaltung der Gehäuse, der Logos und Bezeichnungen. Es wird nicht die Originalhardware eingesetzt, wie der Apple A10 Fusion, sondern es werden kostengünstige Hardwarekomponenten wie die Prozessoren MT6735, MT6582 oder MT6592 von MediaTek eingebaut. Auch die Software ist nicht das iOS von Apple, sondern ein Android, welches in der Oberfläche, der Gestaltung der Icons und der Art Bedienung dem iOS nachgestellt ist. Ein Zugriff auf den iTunes Store ist damit nicht möglich. Grundsätzlich sind die Geräte von Goophone im Rahmen der technischen Ausstattung voll funktionsfähige Mobilfunktelefone, aber im Gegensatz zu den Originalgeräten mit schlechteren technischen Leistungsdaten. Dafür sind die Preise der Nachbauten mit unter 25 % deutlich unter den Preisen für die Originalgeräte.

## Patentstreit
Im Gegensatz zu anderen Herstellern, welche unlizenzierte Produkte herstellen, kennzeichnet sich Goophone durch eine längere Präsenz am Markt und eine hohe Adaptionsgeschwindigkeit bei der Umsetzung von Nachbauten. Teilweise erscheinen die Nachbauten vor dem offiziellen Verkaufsstart der Originalgeräte. So kam es im Jahr 2012 beim Nachbau des iPhone 5 in Form des Goophone i5 dazu, dass Goophone den Nachbau anhand von vorab veröffentlichten Konzeptbildern gestaltete, in Folge dieses Design in China patentierte und als eigenes Gerät am chinesischen Markt platzierte. Goophone strengte daraufhin ein Verfahren an, so dass Apple am chinesischen Markt das iPhone 5 wegen Patentverletzung zunächst nicht verkaufen konnte.